# Small Astronomy Satellite 3
Small Astronomy Satellite 3 ou SAS 3 (également SAS-C ou Explorer 53) est un petit observatoire spatial X développé par la NASA dans le cadre de son programme Explorer. Lancé en 1975, il est surtout connu pour la découverte d'une douzaine de sursauteurs X.

## Contexte
SAS 3 est le troisième satellite du programme SAS (Small Astronomy Satellite) dont l'objectif est de mener des missions d'observation spatiale permettant de détecter les sources de rayons gamma et X. La gestion du programme SAS est confiée au Centre de vol spatial Goddard sous la direction de Marjorie Townsend première femme à occuper un poste de cette importance à la NASA. Le satellite est construit par l'Applied Physics Laboratory de l'université Johns-Hopkins tandis que l'instrumentation est réalisée par le Massachusetts Institute of Technology (MIT). SAS 3 est le 53e satellite du programme de satellites scientifiques Explorer.

## Objectifs
Les objectifs de SAS 3 sont les suivants :
- déterminer la position de sources de rayonnement X brillantes avec une précision de 15secondes d'arc ;
- étudier des sources présélectionnées ayant une énergie comprise entre 0,1 et 55 keV notamment Scorpio X-1 ;
- rechercher de manière continue des explosions stellaires, éruptions et autres sources transitoires de rayonnement X.

## Le satellite

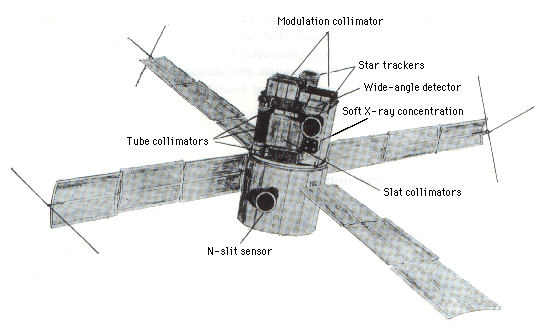
Schéma du satellite Explorer 53 (SAS 3).

Le satellite est haut de 1,45 m et a une envergure de 4,7 mètres avec ses quatre panneaux solaires déployés. Ceux-ci fournissent 65 watts qui sont stockés dans un accumulateur nickel-cadmium comportant 12 cellules. Le satellite est stabilisé par rotation autour de son axe Z à une vitesse de 0,1° par seconde (une rotation complète en 95 minutes). La rotation peut être interrompue à l'aide d'un gyroscope permettant un pointage fixe d'une durée de 30 minutes vers une source donnée. L'orientation de l'axe du satellite peut être modifiée en temps réel ou en différé. Le pointage vers une source peut être programmé de manière à décrire un mouvement de 2,5° le long de l'axe X à une vitesse de 0,1° par seconde. L'installation des instruments les fait pointer selon le cas parallèlement à l'axe ou perpendiculairement à celui-ci ou dans une position intermédiaire.

## Instrumentation
SAS 3 embarque quatre instruments scientifiques qui représentent une masse de 75,3 kg et consomment 17,5 watts :
- L'instrument EGE (Extragalactic Experiment) détermine la position des sources de rayons X extragalactiques mous (1,5  à   10 keV). La région observée est une zone 10° × 10° centrée sur l'axe de rotation du satellite. Deux collimateurs de 2,5 et 4,5 minutes d'arc sélectionnent les rayons X qui sont détectés par des compteurs proportionnels à gaz. La surface efficace du détecteur est de 225 cm2. La résolution spatiale est de 15 secondes d'arc. L'instrument dans le cadre de la mission nominale d'une durée d'un an a pour programme l'observation de l'amas de galaxies Virgo (4 mois), de l'équateur galactique (2 mois), la galaxie d'Andromède (3 mois) et les Nuages de Magellan (3 mois)[2] ;
- L'instrument GME (Galactic Monitor Experiment) a pour objectif de localiser les sources X d'origine galactique avec une précision de 15 secondes d'arc et d'étudier leurs variations. Les sources sont localisées à l'aide de l'instrument EGE et la surveillance est effectuée à l'aide trois collimateurs à lame et deux détecteurs de type compteur proportionnel à gaz. Les collimateurs sont orientés avec leur axe écartés de 30° l'un de l'autre. Leur champ optique est respectivement de 1 × 70° FWMH (collimateur central), 0,5 × 45° FWMH pour les deux autres. Les deux détecteurs sont placés l'un derrière l'autre sur le trajet des rayons X : le premier avec une surface efficace de 100 cm2 détecte les rayons ayant une énergie comprise entre 1,5  et   13 keV, le second avec la même surface détecte les rayons de 8  à   50 keV. Les trois collimateurs du fait de la rotation du satellite sur son axe permettent d'effectuer trois relevés de la position de la source X[3] ;
- L'instrument SME (Scorpio Monitor Experiment) dispose d'un collimateur de 12 × 50° FWMH perpendiculaire à l'axe de rotation du satellite permettant de surveiller une source durant 25 % du temps de rotation. Le compteur proportionnel utilise a une fenêtre en béryllium de 1 mm d'épaisseur et le détecteur permet de mesurer le rayonnement ayant une énergie comprise entre 1  et   60 keV avec une surface effective de 40 cm2. La disposition de l'instrument est optimisé pour l'observation de Scorpio X-1[4] ;
- L'instrument GAE (Galactic Absorption Experiment ) est chargé de déterminer la densité et la distribution de la matière interstellaire en mesure les variations du rayonnement X mou diffus en fonction de la latitude galactique. Un compteur proportionnel à gaz utilisant une fenêtre en polypropylène de 1 micromètre est utilisé pour mesurer le rayonnement ayant une énergie comprise entre 0,1  et   0,4 keV et entre 0,4  et   1 keV. Un deuxième compteur proportionnel utilise une fenêtre en titane de micromètres mesure le rayonnement allant de 0,3  à   0,5 keV. Enfin deux autres compteurs utilisant une fenêtre en béryllium de 1 mm mesurent les rayons compris entre 1  et   10 keV. Les collimateurs utilisés pour cet instrument ont un champ optique allant de 1 à 2°[5].

## Déroulement de la mission
SAS 3 est lancé le 7 mai 1975 depuis la plate-forme San Marco (Kenya) par un lanceur Scout F-1. Le satellite est placé sur une orbite terrestre basse équatoriale (inclinaison de 3,0°) d'environ 500 km qu'il parcourt en 94.9 minutes. Il fonctionne jusqu'à sa désintégration dans l'atmosphère le 9 avril 1979.

## Résultats
Les principaux résultats obtenus pas SAS 3 sont :
- Le principal résultat de SAS 3 est la découverte d'une douzaine de sursauteurs X dont le célèbre MXB 1730-335 (surnommé « le sursauteur rapide ») ;
- La découverte de l'émission à 43 hertz (naine blanche isolée) ;
- Localisation précise de 60 sources X ;
- Première localisation d'un quasar à l'aide de son émission dans le rayonnement X ;
- Position centrale des sources X dans les amas globulaires ;
- Étude du fond diffus X mou (0,1-0,25 keV).